# توماس ئی. اکرمن
توماس ادوارد اکرمن (انگلیسی: Thomas Edward Ackerman؛ زادهٔ ۱۴ سپتامبر ۱۹۴۸) یک فیلم‌بردار اهل ایالات متحده آمریکا است.

## گزیده فیلمشناسی
فیلم‌ها یا برنامه‌های تلویزیونی که وی فیلم‌برداریشان را برعهده داشته‌است می‌توان به اشاره کرد.
- فرنکن‌وینی (۱۹۸۴)
- دخترها فقط می‌خواهند لذت ببرند (۱۹۸۵)
- بازگشت به مدرسه (۱۹۸۶)
- بیتل‌جوس (۱۹۸۸)
- مون‌واکر (۱۹۸۸)
- دنیس تهدید (۱۹۹۳)
- روز گردش بچه (۱۹۹۴)
- جومانجی (۱۹۹۵)
- جرج جنگل (۱۹۹۷)
- میوز (۱۹۹۹)
- ماجراهای راکی و بولوینکل (۲۰۰۰)
- سگ‌دو (۲۰۰۱)
- گوینده: افسانه ران برگندی (۲۰۰۴)
- نیمکت گرمکن‌ها (۲۰۰۶)
- فیلم ترسناک ۴ (۲۰۰۶)
- توپ‌های خشم (۲۰۰۷)
- فیلم ابرقهرمان (۲۰۰۸)
- آلوین و سمورچه‌ها ۳ (۲۰۱۱)